# Maria Sevilla Paris
Maria Sevilla Paris   (Badalona, 22 de març de 1990) és una poeta i docent catalana que imparteix com a professora associada a la Universitat de Barcelona. Ha recitat al Regne Unit, al Festival VEU de Madrid i al Festival Internacional de Poesia de Barcelona, entre molts altres llocs.
Des de gener de 2019 és, juntament amb les poetes Laia Carbonell i Raquel Santanera, una de les tres programadores del cicle de poesia de l'Horiginal. També és autora, juntament amb el músic i matemàtic Joan Martínez, d'algunes accions artístiques de poesia sonora.

## Obra publicada

### Obra poètica
- Dents de polpa. AdiA Edicions, 2015.[5]
- Kalàixnikov. Món de Llibres, 2017.[6]
- if true: false; else: true. Editorial Fonoll, 2020.[1]
- Plastilina. Editorial Fonoll, 2021.[7]
- La nit ovípara, Documenta, 2024.[8]

### Assaig
- No desitjaràs els béns del proïsme. Fragmenta Editorial, 2024.[9]

### Col·laboracions
- Textos d'acompanyament de la Narrativa obscena de Hilda Hilst, Prometeu Edicions, 2018.
- Operación tenedor. Cocina y poética de la Transición y su sobremesa. Mancebía postigo, 2019.[10]